# Александар Протогеров
Александар Протогеров (буг. Александър Протогеров, 28. фебруар 1867, Охрид — 7. јул 1928) је био бугарски генерал, политичар и револуционар, као и члан револуционарног покрета у Македонији, Тракији и Поморављу.
Протогеров је био бугарски масон и имао је руководећу позицију великог мајстора у ложи у којој је био члан. Протогеров је био одговаран за ратне злочине над српским народом током бугарске окупације Краљевине Србије током Првог светског рата.